# Мілан Бегович
Мілан Бегович (хорв. Milan Begović; нар. 19 січня 1876 — пом. 13 травня 1948) — хорватський драматург, поет і письменник.

## Життєпис
Народився в містечку Врліка у 1876 році, де закінчив початкову школу. З 1888 до 1894 року навчався у середній школі в Спліті. Того часу почав друкувати свої твори (з 1892 року). З 1894 до 1896 року навчався в Загребському університеті, а з 1897 до 1903 року навчався у Віденському університеті, де закінчив факультет слов'янських і романських мов.
Після цього працював учителем у Спліті та Задарі. У 1909 році перебрався до Гамбурга, де працював стажером у Німецькому драматичному театрі, а з 1910 року — як драматург. Крім того, він працював в Театральній академії.
У 1912 році працював на «Новій віденській сцені» (Відень) як режисер і драматург. У 1913 році переїхав до Нові Саду, де працював у Сербському народному театрі.
Під час Першої світової війни мешкав у Відні. У 1920 році перебрався до Загребу. У 1927 році призначений директором Загребського драматичного театру. У 1929 році став директором місцевої гімназії, де працював до 1932 року.
У 1936 році його було обрано членом-кореспондентом Королівської академії наук. Під час Другої світової війни займався літературною діяльністю. З 1942 року редагував видання «Хорватська проза XX століття». Помер у 1948 році в Загребі.

## Творчість
На Беговича мали вплив Д'Аннунціо і Піранделло. Любовна лірика — «Вірші» (1896 рік), «Книга Боккадоро» (1900 рік), «Джерело» (1912 рік) — містить мотиви страждання, розчарування, стилізована у дусі середньовічної французької та італійської поезії. З позицій модернізму виступав проти «старих» реалістів. Особливо слід відзначити «Книгу Боккадоро», де втілена символістично-імпресіоністична лірика «хорватського модерну».
Мілан Бегович також відгукнувся антивоєнними віршами на російсько-японську війну («Життя за царя», 1903 рік).
Як драматург сприяв розвитку психологічної драми і збагатив її виразними засобами. У своїх п'єсах: «Менует» (1903 рік), «Пані Валевська» (1906 рік), «Стана» (1910 рік), «Весільний політ» (1923 рік), «Божий чоловік» (1924 рік), «Авантюрист біля дверей» (1926 рік), «Без третього» (1931 рік)зображував світ буржуазії і падіння аристократії, розробляючи переважно тему любовної пристрасті.
Тема кохання присутня також у романах «Айва в ящику» (1921 рік), «Гіга Барич та її сім женихів» (1940 рік), «Привиди в палаці» (видано у 1952 році).